# 普快車
普快車（2006年11月1日前為普通車與平快車）是臺灣鐵路管理局（略稱臺鐵或臺鐵局，現改制為臺灣鐵路公司）的車種之一。
戰後，臺灣鐵路原只有每站皆停的普通車與某些站不停的快車兩種車種，而各列車編成中有等級不同之車廂，收費亦有所不同。
後於1953年起實施「平等號」列車制度，各列車由單一等級客車廂編成，是故有謂「平快車」即為「平等號快車」的簡稱。自此，狹義來說，普通車是指以三等客車編成，每站皆停的列車，而平快車是指以無空調二等客車編成，某些車站不停靠的列車。
而後於1988年9月1日對號特快列車等級取消以後，普通車與平快車乃用以泛指無空調列車，所使用車廂包含通勤客車（三等客車）、用於對號特快與平快車的車廂（二等客車），及多種柴油客車（詳見柴油普通車（柴普）一段）。後來普通車與平快車改為相同票價，惟於列車停靠站與待避層級上仍有差別（普通車級別低於平快車）。
後來台鐵客車全面空調化，無空調客車僅運用在非電化路線上使用，於2020年12月23日改點停駛前僅剩南迴線存在一天一班往返，南迴線上的普快車常為三等與二等客車混合編成。另外曾有一批平快車（35SPK32700型客車）被加裝冷氣改為冷氣平快，雖有空調，但排點、牽引種別、停靠車站等等，皆與一般平快車並無太大差異，收費也與平快車相同。

## 平快車系列
此級別列車高於普通車，低於通勤電車及各類對號列車。

### 平快車
平快車為不對號、無空調列車，不停靠某些車站，且行車速度（牽引種別）大多較普通車為快，列車等級較普通車為高（普通車須待避平快車）。常附掛行李車，並有長途跨線平快車（例如往返花蓮—高雄間，經北迴線、海線的196/169次「下行」、166/193次「上行」平快）。
1951年，台鐵使用美援資金購入TP32200形三等鋼體客車十輛，原宣布定名為「自由號」與「平等號」，但後來僅採後者。運用上，編為兩列並附掛餐車、行李車，取代第3/4次海線快車原有之頭、二、三等車編組。17公尺級三等車原設80座，過於狹隘，不久改造為64座並改編為二等車（當時二等車多為64座）。起初「平等號」稱呼僅適用於美援車之第3/4次快車，但因臺鐵逐漸整新客車，平等號成為所有類似之軟墊客車之概括性稱號。如1952年8月1日起台鐵將5/6次夜快車冠名為平等號夜快車，使用具彈簧皮椅、重新整理油漆之原有二等車而非美援客車。又如1952年10月10日起開行之19/20次台北彰化間快車，使用彈簧皮椅客車、餐車，雖冠名「平等號」亦非「美援車」。
於1953年12月1日起，台鐵取消客車等級制，全面實施「平等號」列車制度，長程快車一律以類似「平等號」美援車之軟墊客車（刊物上亦稱「快車客車」）編成，是以長途、不對號入座、無動力車廂之快車，通稱為「平等號快車」、「平快車」。特快對號車於此時亦全部改用軟墊客車，但尚有使用客廳車一節。
3/4次平等號原附有餐車，供應「炒麵炒飯、湯麵饅首、小菜稀飯」等「大眾食品」，但於1957年5月1日起取消。
1959年台鐵以鋼體化新車SP32300形翻背椅客車開行「對號特快車」、1960年代從翻背椅改為旋轉椅，平快車廂亦自軟墊椅跟進，通用配備翻背椅／旋轉椅的無空調客車，後期隨著對號特快車班次減少，平快車與對號特快車車廂的運用也漸漸失去差別。而雖名為「平快」，但車廂的終點顯示器上所掛的牌子常常僅寫「快車」兩字。1988年9月1日取消對號特快車以後，所有原對號特快車使用車廂便改用為行駛平快車。平快車票價則早就與普通車相同。
平快車原通過站較多，如1954年5月10日改點，3次平快台北13:35發車後，停靠板橋、桃園、中壢、湖口、新竹、竹南、後龍、苑裡、大甲、清水、沙鹿、彰化、員林、田中、二水、斗六、斗南、嘉義、新營、番子田、台南、岡山、左營、高雄21:17到。而在平快車歷史的末期，所停車站越來越多，甚至有站站都停的列車（例如彰化往新竹的176次），如與前述3次平快發車時間相似的1517次平快，2004年8月11日改點後同區間停靠站為台北、萬華、板橋、樹林、山佳、鶯歌、桃園、內壢、中壢、埔心、楊梅、富岡、湖口、新豐、竹北、新竹、香山、崎頂、竹南、談文、大山、後龍、龍港、白沙屯、新埔、通霄、苑裡、日南、大甲、台中港、清水、沙鹿、龍井、大肚、追分、彰化、花壇、員林、社頭、田中、二水、林內、斗六、斗南、大林、民雄、嘉義、南靖、後壁、新營、林鳳營、隆田、善化、新市、永康、大橋、臺南、保安、中洲、大湖、路竹、岡山、橋頭、楠梓、左營、高雄（粗體為增停站）。所使用的車廂也常為二等與三等客車混編，牽引種別則由E客甲B速到客乙C速都有。2005年1月10日停駛長途平快車後，所有僅存的平快車均為各站停靠。後來台鐵於2006年11月1日起調整列車名稱，平快車與普通車合併改稱普快車，過往平快車不停靠部分車站的功能由區間快車取代。

### 冷氣平快車
台鐵於1993年將原有100輛的35SPK32700型（當時用於平快車）挑選50輛改造並加裝空調，車輛型號改為35SPK2300型，原作為復興號使用。但因乘車品質較復興號差（車內座椅仍使用無法躺的旋轉椅）且排點仍與原本平快車無異，終於導致民眾反彈，後來台鐵便將35SPK2300型運用於平快車。惟冷氣平快車行駛於縱貫線之時，縱貫線也有長途跨東西幹線之無空調平快車（166/193次、196/169次）行駛，於是出現同種票價卻有不同服務（空調之有無）車廂之情形。部分車站為利民眾辨識，於車站時刻表以「冷氣平快」及「平快」區分有無空調班次。

### 柴油快車（柴快）
原用於光華號的DR2700型柴聯車，在鐵路電氣化後歷經柴對快、柴油快車（簡稱柴快）等車種名變遷，由中長途對號快車成為通勤客車。在1988年，隨著對號特快車種之取消，所有柴對快改稱「柴快」，票價與平快相同，僅停靠較主要的車站。其曾以柴快名義行駛於縱貫線台北至中壢區間、后里至斗南區間、屏東線、宜蘭線，並曾於花東線短暫地以柴快名義行駛。

## 普通車系列
此為客車級別最低之列車。其歷史可追溯至清領台灣鐵路初創時期。二戰後為所有客車列車之最大宗，初期編組多為二、三等客車合編（亦有15、16次頭、二、三等加上餐車的編組），但是短途普通車之二等車廂於1952年摘除，翻新後用以開行5/6次平等號夜快車，僅餘純三等車編組。1953年12月1日列車編組單一等級化後，長途普通車之頭二等車廂也全部摘除，三等車均改稱為「普通客車」。
普通車所使用的車廂也最多樣，從日治時代至於光復後之木造客車、貨車改裝之代用客車、到自有動力的（汽）柴油客車都曾用於行駛普通車。因軌道運輸發展較早的國家其通勤列車大多以電聯車型態行駛，故台鐵這些以機車牽引通勤客車形式的普通車，在當時是很特別的存在。

### 普通車
一般而言普通車泛指由機車牽引無空調三等客車，每站都停的列車，有些普通車也曾附掛行李車（甚至是貨車車體的代用行李車——因此牽引種別屬於低速）。戰後初期三等客車內部配備簡單，僅有面對面之木條椅及電扇，行駛路況不佳之路段時乘坐感不佳。
所用之車廂有稱為通勤客車者，簡稱為TP（三等客車）。
- 30TP/TPK32600型：1956年日本川崎車輛製，共50輛（30TP32601～32640、30TPK32601～32610）。
- 35TP/TPK32700型：1959年日本東急車輛製，共50輛（35TP32701～32740、35TPK32701～32710）。
- 35TP/TPK32770型：1960年日本東急車輛製，共17輛（35TP32771～32784、35TPK32771～32773）。
- 35TP/TPK32800型：1960年日本富士車輛、台北機廠製，共75輛（35TP32801～32837、35TPK32801～32820、32831～32848）。
- 35TP/TPK32850型；1969年日本汽車會社、新潟鐵工所、川崎車輛製，共50輛（35TP32851～32880、35TPK32851～32870）。
- 40TP/TPK32200型：1971年印度綜合客車工廠（英语：Integral Coach Factory）製，又俗稱「印度仔」，共113輛（40TP32201～32283、40TPK32201～32230）。

上述各型客車基本上內部有電扇，每側有兩個氣壓控制的自動門（單扇或雙扇），開關由列車長統一控制；門邊附有鍊條，以為車門故障時警示與隔離之用，內部座位多為長條椅，但TP/TPK32200型座位則呈「非」字形排列。隨著普通車逐步停駛，這類車廂有的被改為代用行李車（主要是長條椅客車），有兩節車廂則改為小客車運送用車廂。此外30TP／TPK32600型車輛長度為17公尺，其餘型式則為20公尺。
於2006年11月1日起與平快車合併改稱普快車。

### 柴油普通車（柴普）
此為以自身有動力之柴油客車行駛的普通車。所用客車主要分類如下：
- DR2100/2200／2300/2400型：臺灣日治時期的汽油車衍生而來的柴油車。當時汽油車作為比普通車高一級的中短程通勤車，戰後於1950年代逐步改裝柴油引擎，改為DR2100～2400型，初期曾用以開行中程飛快車，並於縱貫線以及宜蘭線作為通勤用客車，票價分別比照汽油車與克難號。於DR2500／2600型接替行駛飛快車以後，便作為通勤用柴油客車。之後轉入支線。在引進45DR1000型冷氣柴客後已經報廢。
- DR2500／2600型柴油客車（飛快車），在DR2700型開始行駛光華號以後逐步退居次要地位，最後進入東勢線作為普通車。已於1989年全數報廢。
- DR2510型柴油客車。
- DR2000型：在日治時期臺東線也有汽油車行駛，後來也改裝柴油引擎，並牽引木造客車行駛。另後來引入LDR2300—2400型柴油客車，作為光華號行駛，台東線更改軌距後，本型車改成1067mm軌距，型式改為DR2000型，用於行駛普通車。1998年6月9日為配合蒸汽火車CK101復活行駛，臺鐵選擇四輛車況較好的DR2050型無動力拖車整修成為觀光懷舊客車使用。
- DR2700型：此型車輛曾於海線、內灣線、林口線、花東線與南迴線作為每站皆停的普通車行駛。花東鐵路電氣化後退役。

## 走入歷史
1990年以後，台鐵開始以通勤電聯車取代機車牽引的通勤列車，實施台鐵捷運化、簡化車種、幹線電氣化等政策，普快車班次與行駛區間也隨改點逐漸減少。
1998年5月26日改點隨著EMU500型電聯車逐步交車，西部幹線普通車全數停駛，僅行駛長途平快車。
2005年1月10日改點，長途平快車全數停駛，但因通勤電聯車運用吃緊，甚至必須南車北調，因此縱貫線南段曾短暫以35SPK2300型客車行駛冷氣平快車以彌補停駛的電車班次，於EMU700型電聯車加入營運後亦已停駛。後來保留行駛的普快車已有作為文化資產保留的意味，常出現於影像作品之中。
2020年12月23日，南迴鐵路電氣化正式完工通車，停駛3671次及3672次普快車，普快車全面退出定期列車營運。
剩下的無空調車廂修復完成後，於2021年10月23日起作為藍皮解憂號重返載客，但為觀光列車性質非一般旅客列車。

## 照片集

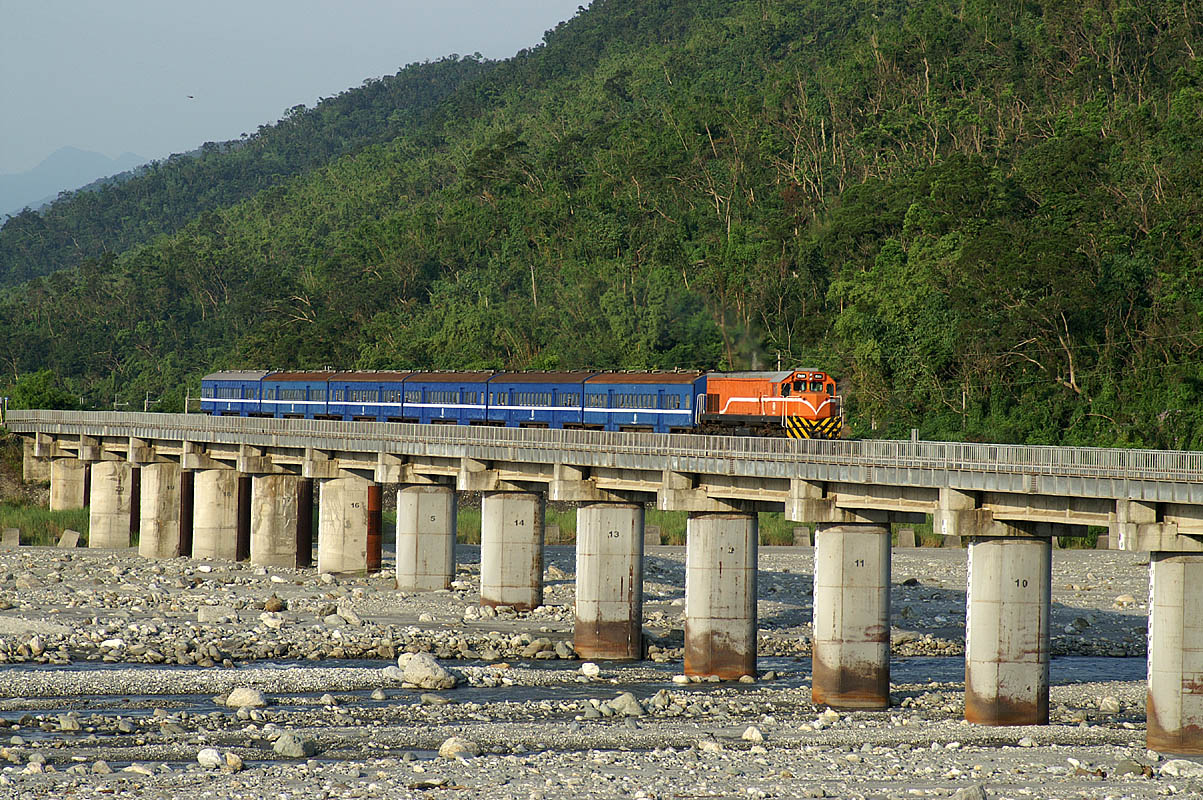
由柴電機車牽引的普快車
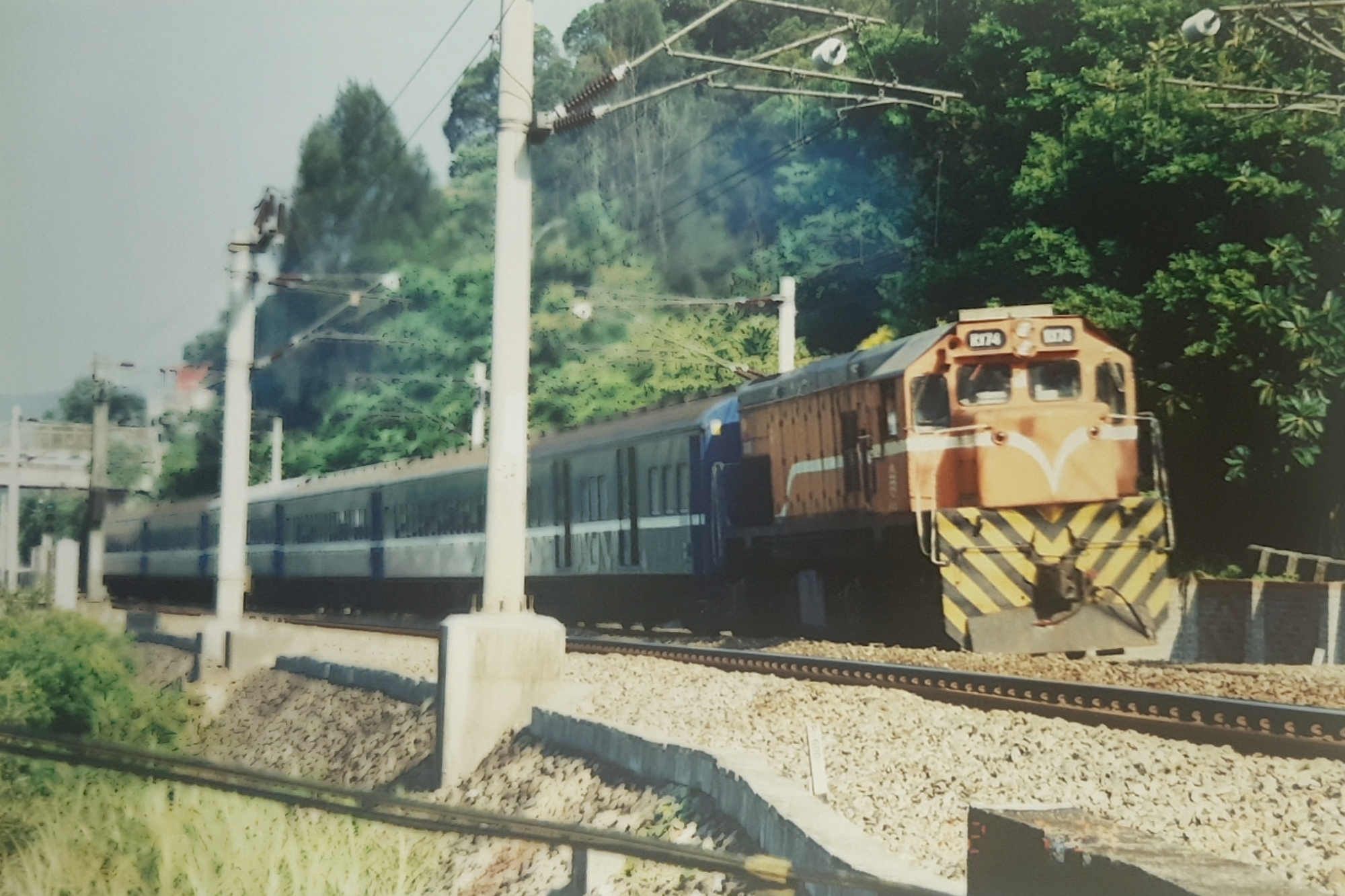
R150型柴電機車牽引平快車
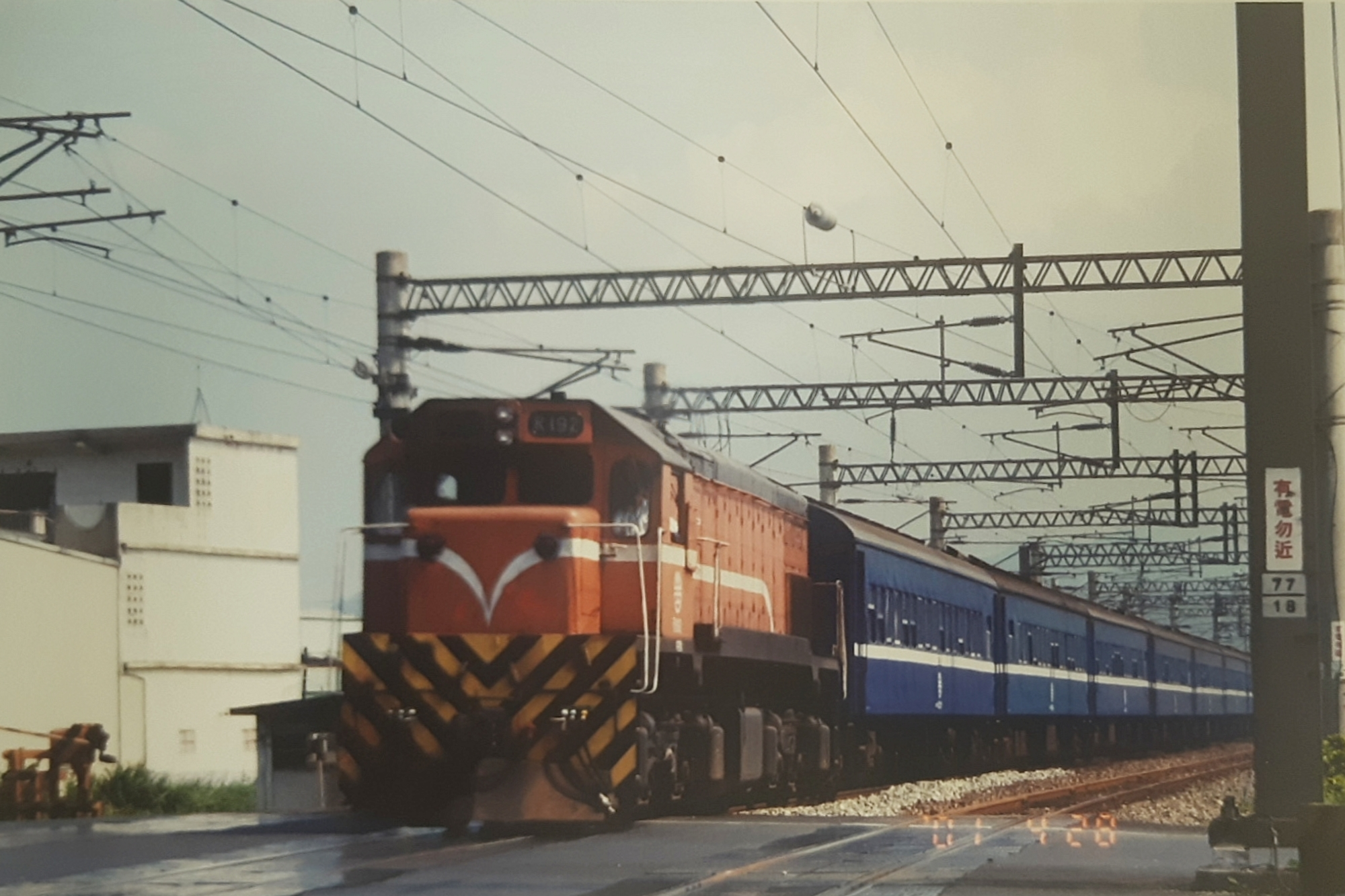
R190型柴電機車牽引平快車
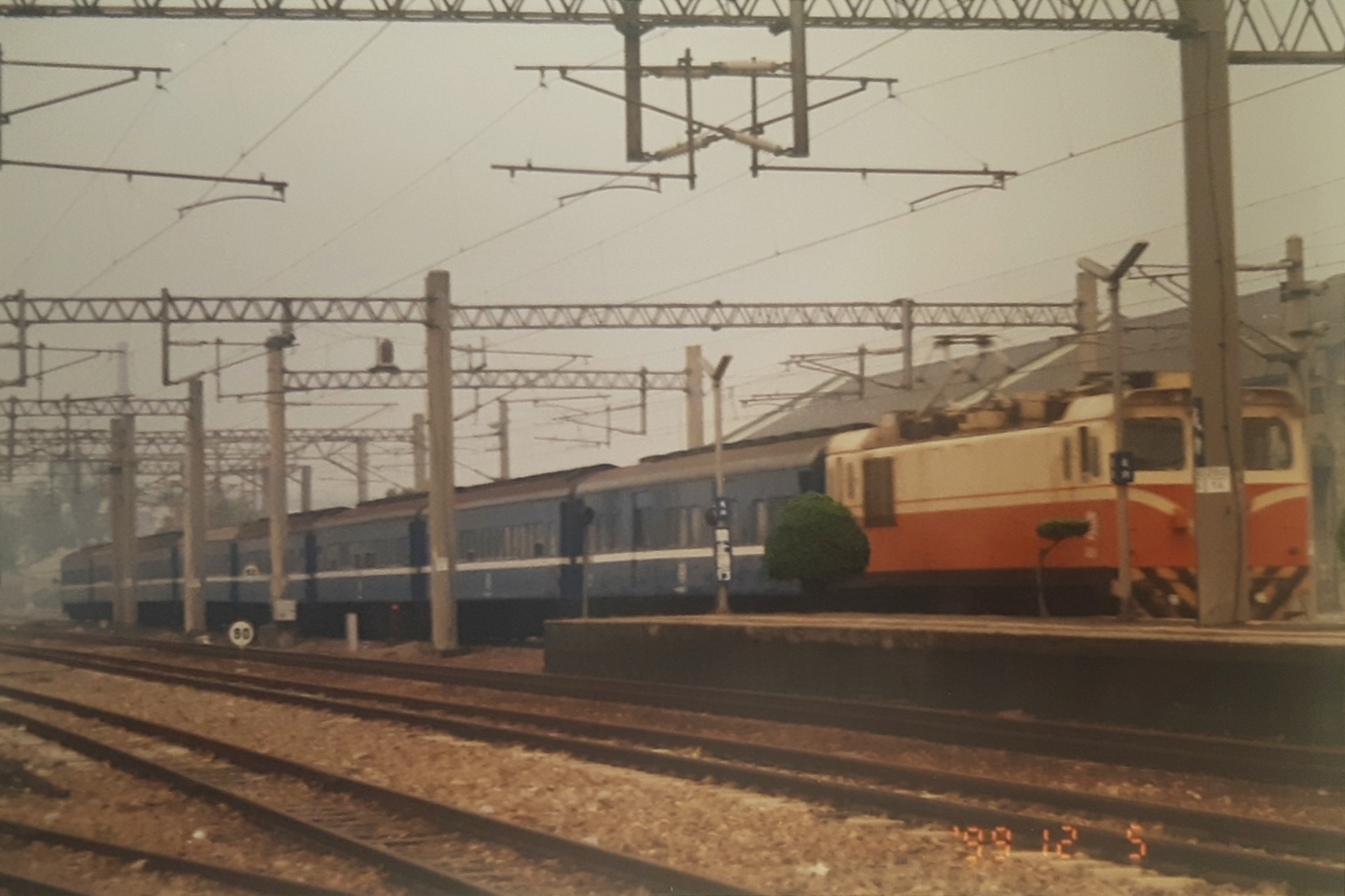
E100型電力機車牽引平快車
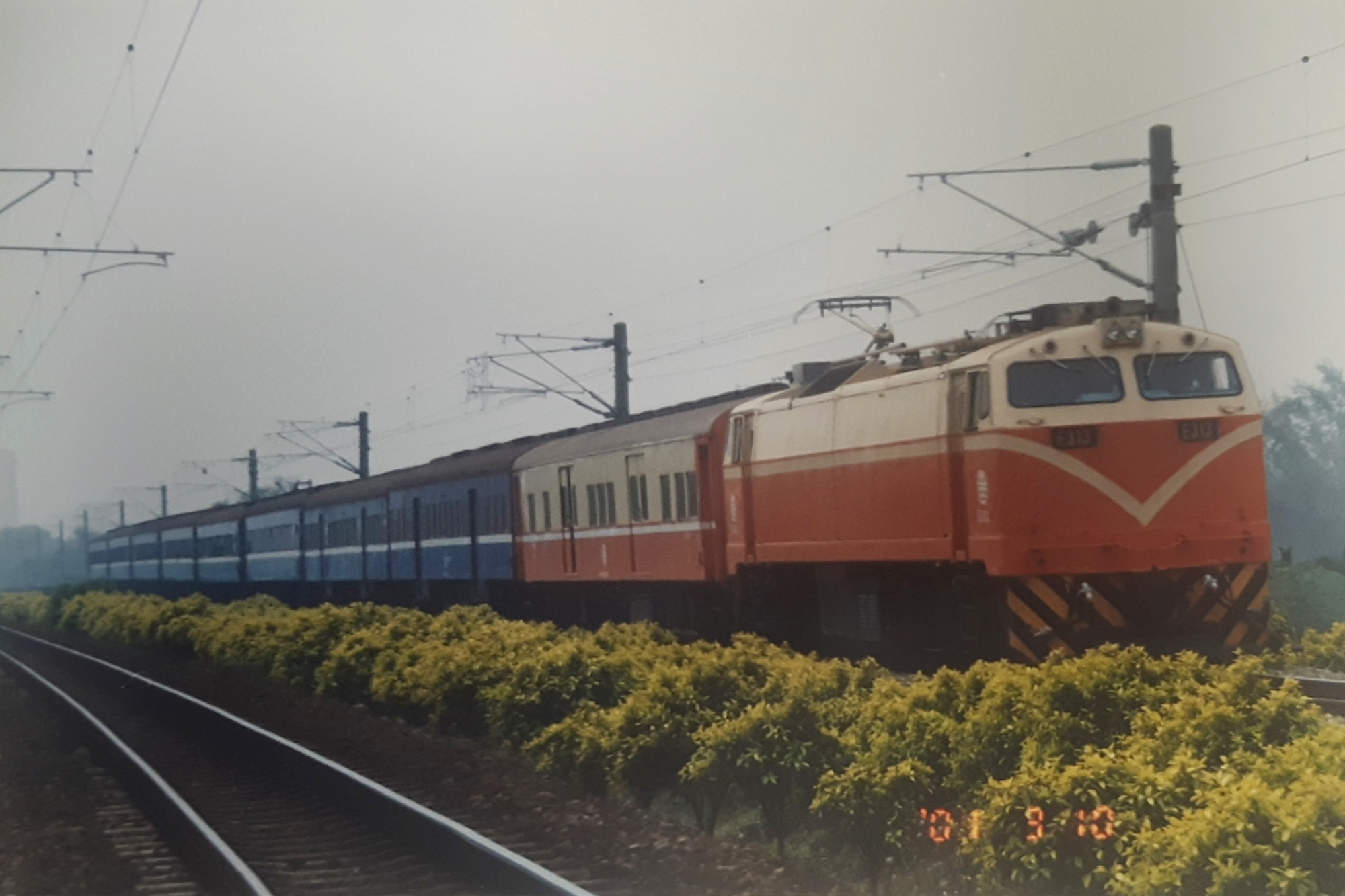
E300型電力機車牽引平快車
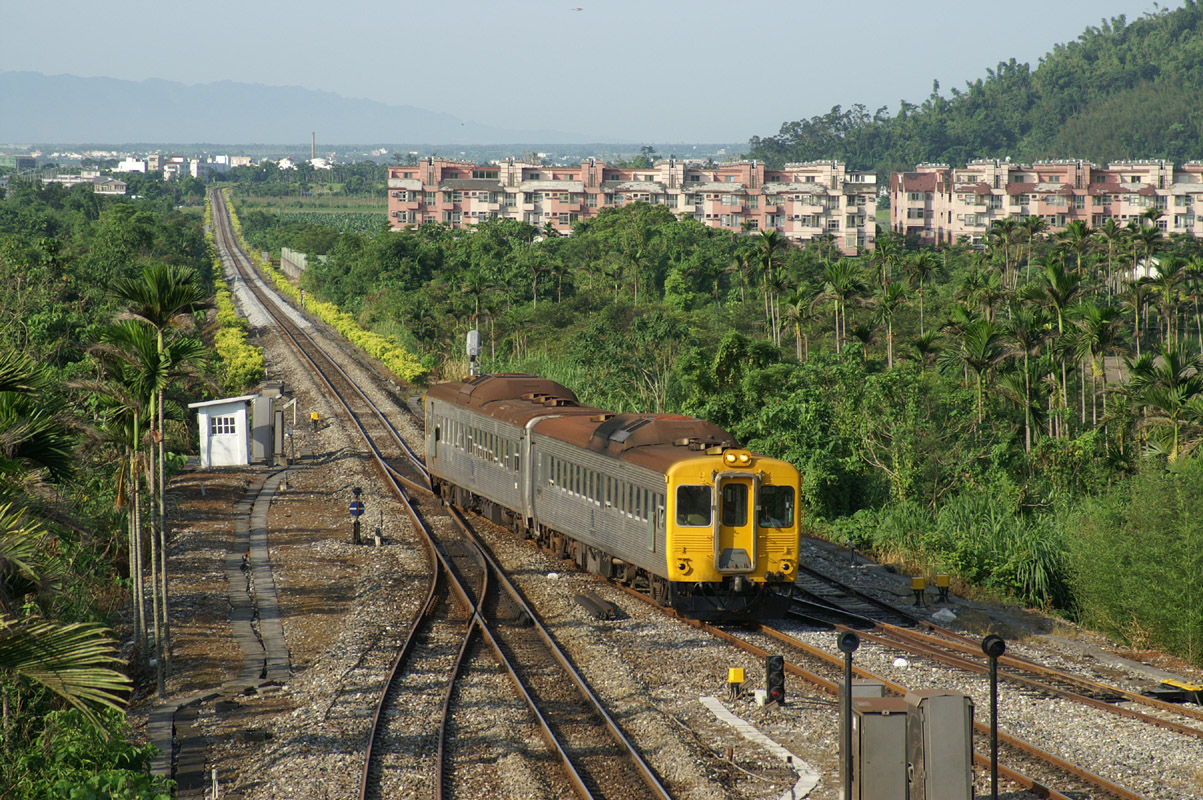
DR2700型曾作為柴油快車及普通車運用於花東線
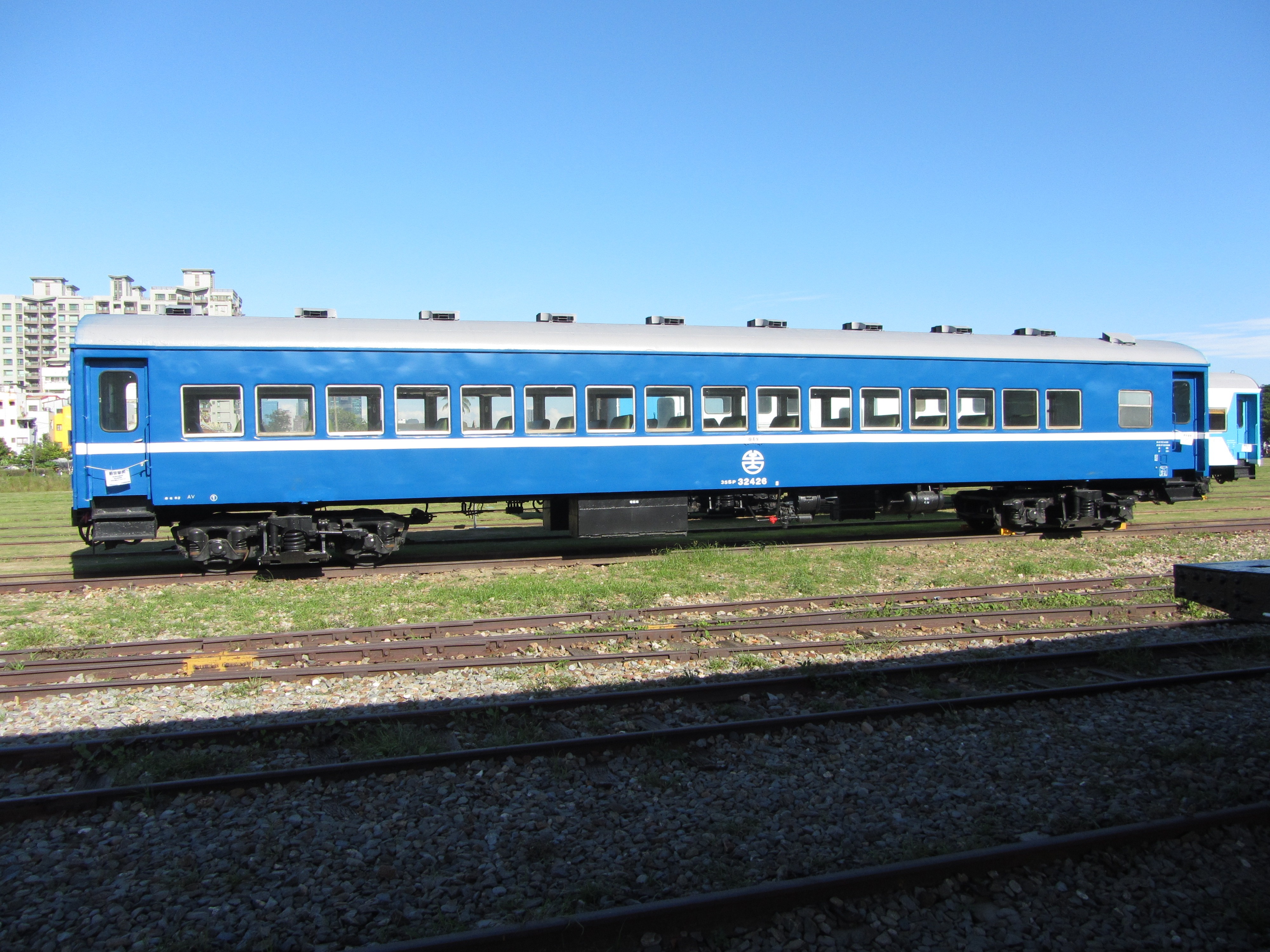
平快車廂SP32400型於高雄港站
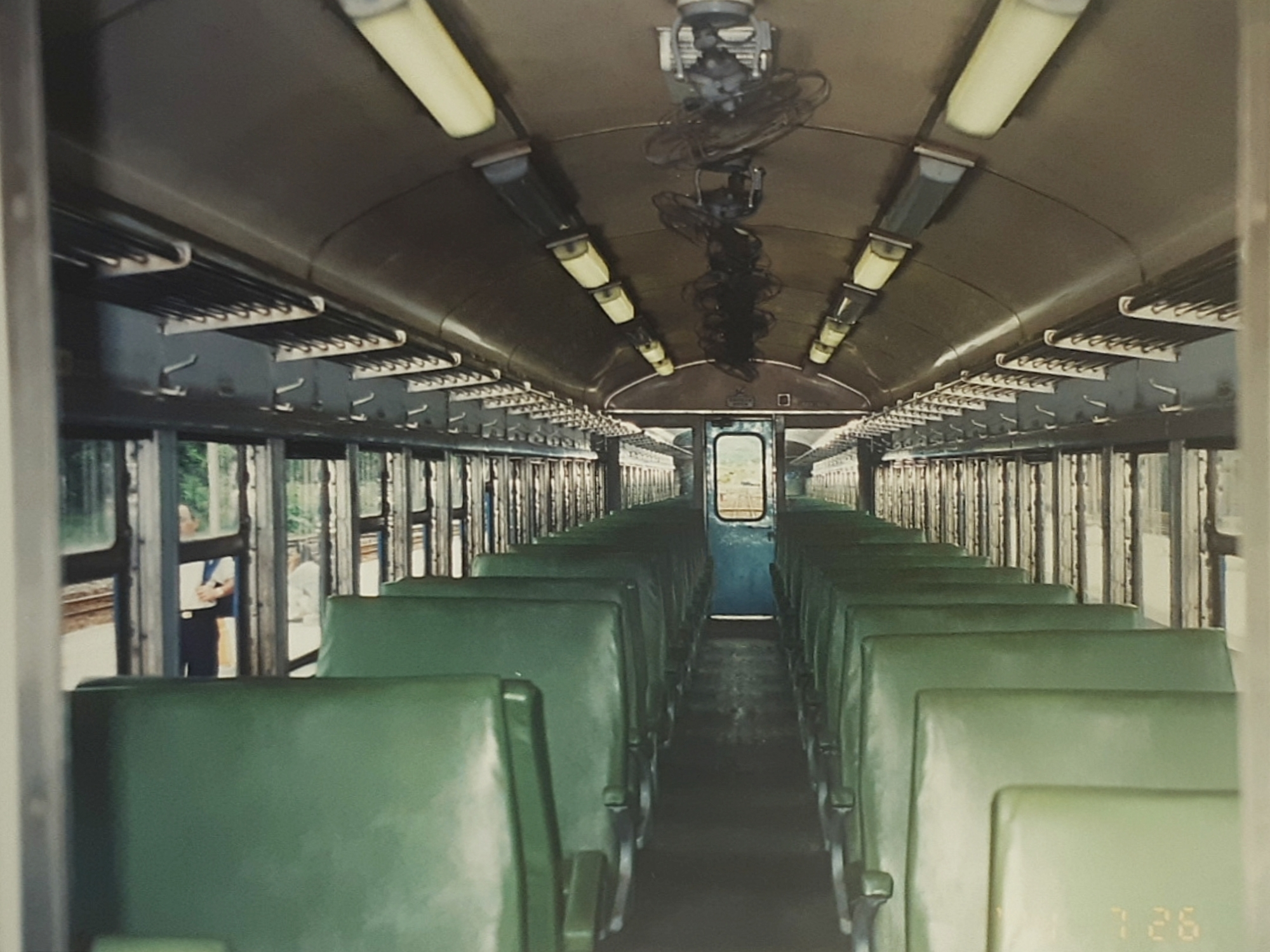
平快車內裝(旋轉椅)
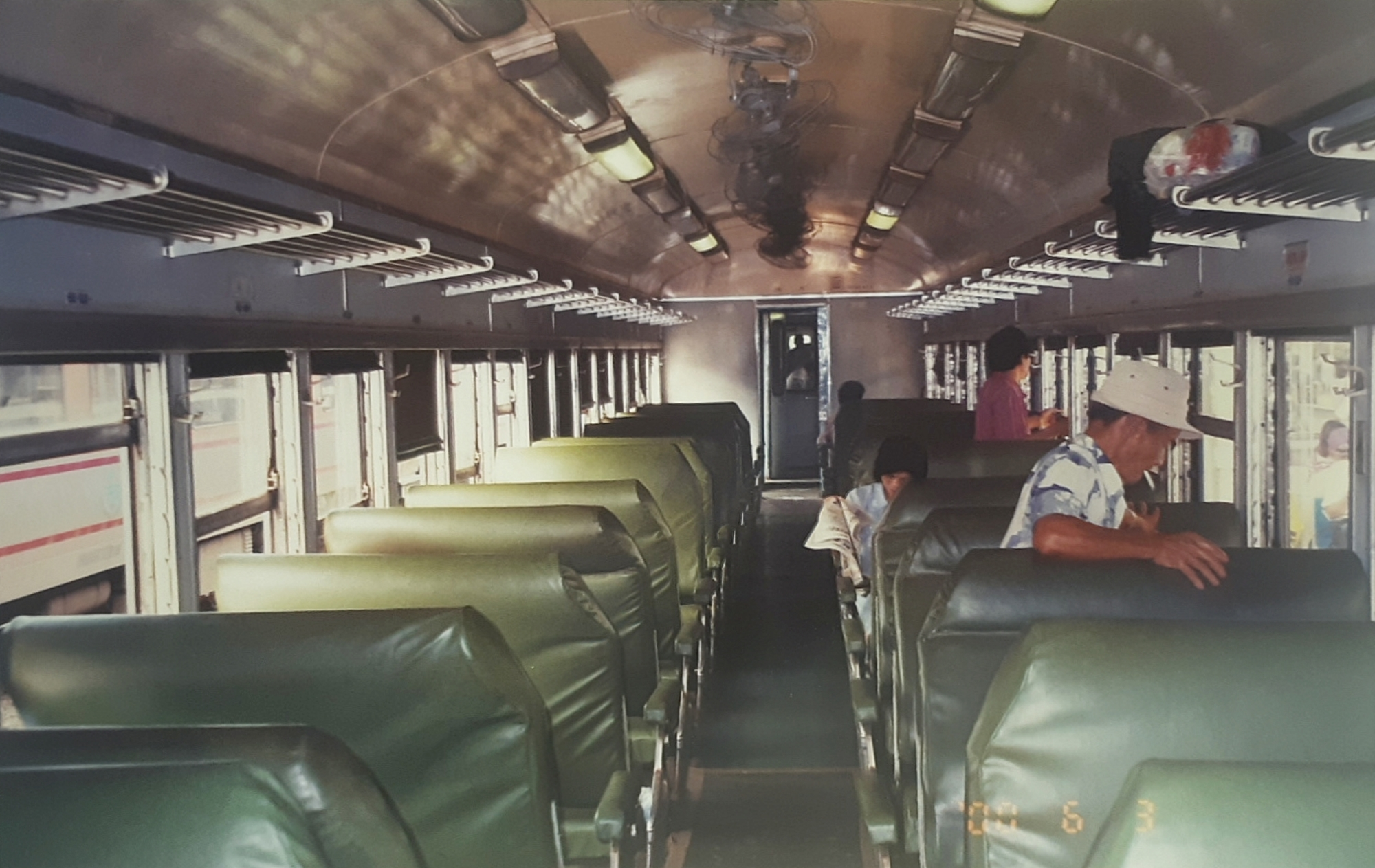
平快車內裝(翻背椅)
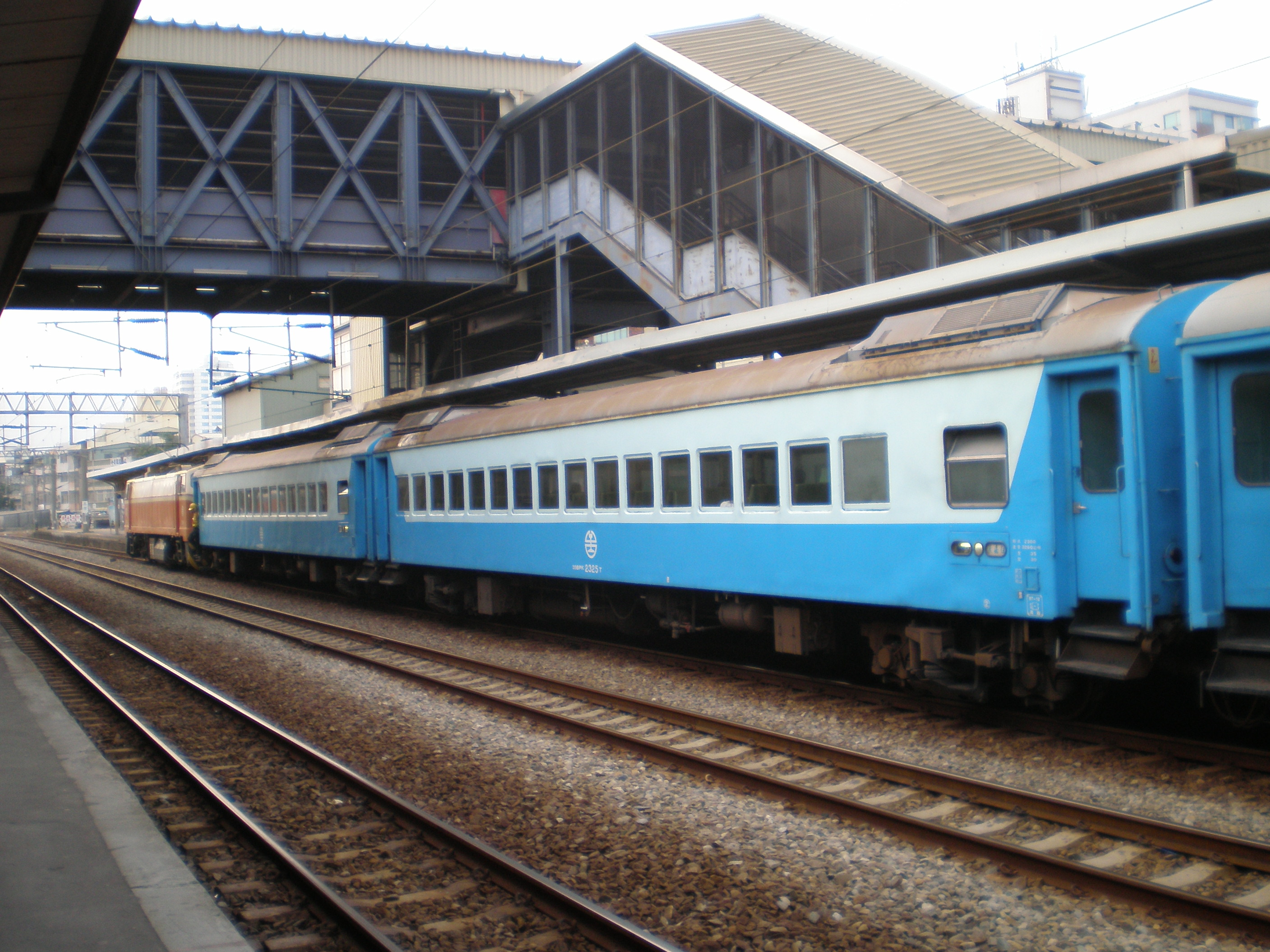
使用對號客車加裝空調而來的冷氣平快，塗裝與復興號類似
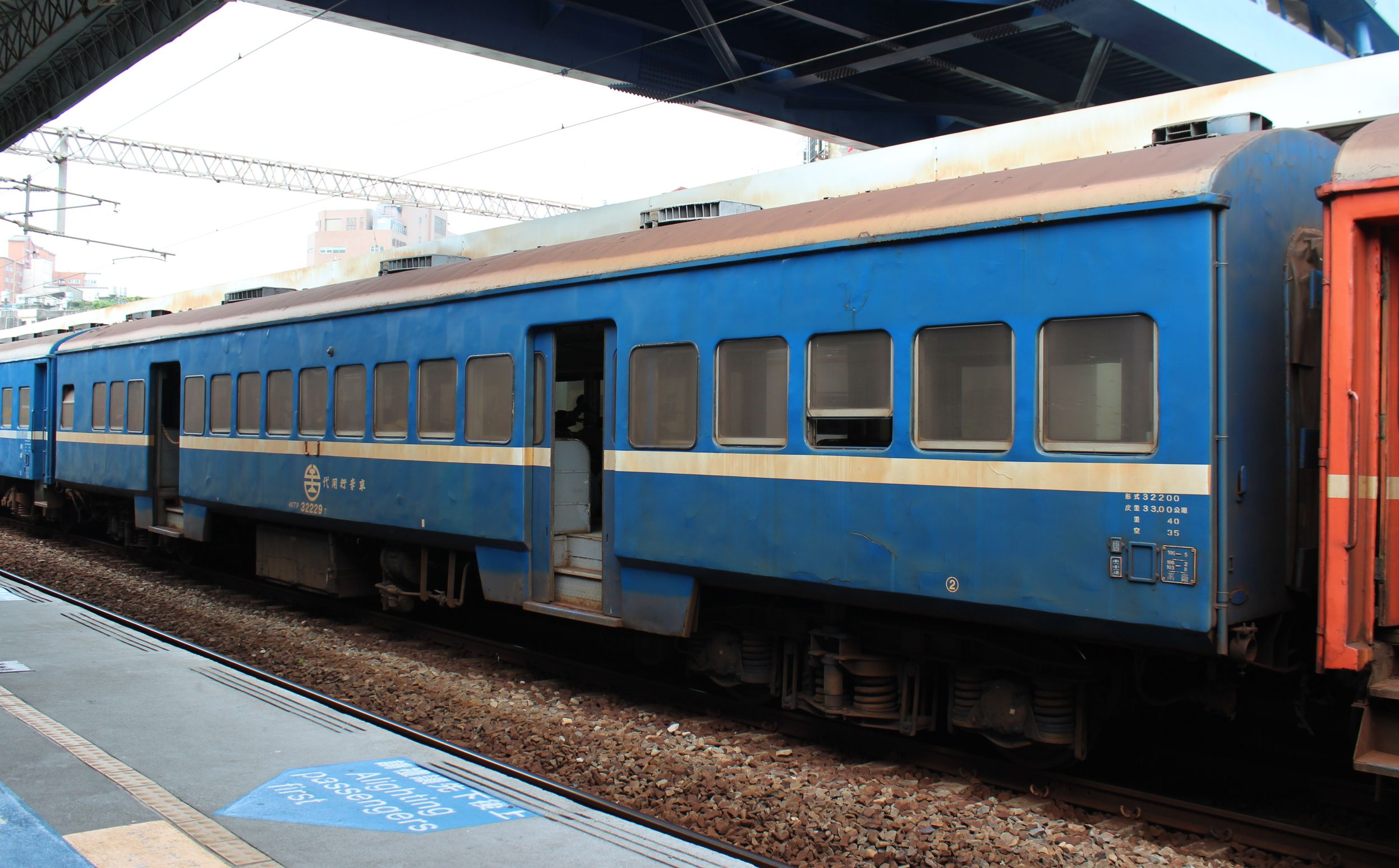
作為代用行李車的普通車廂TP32200型
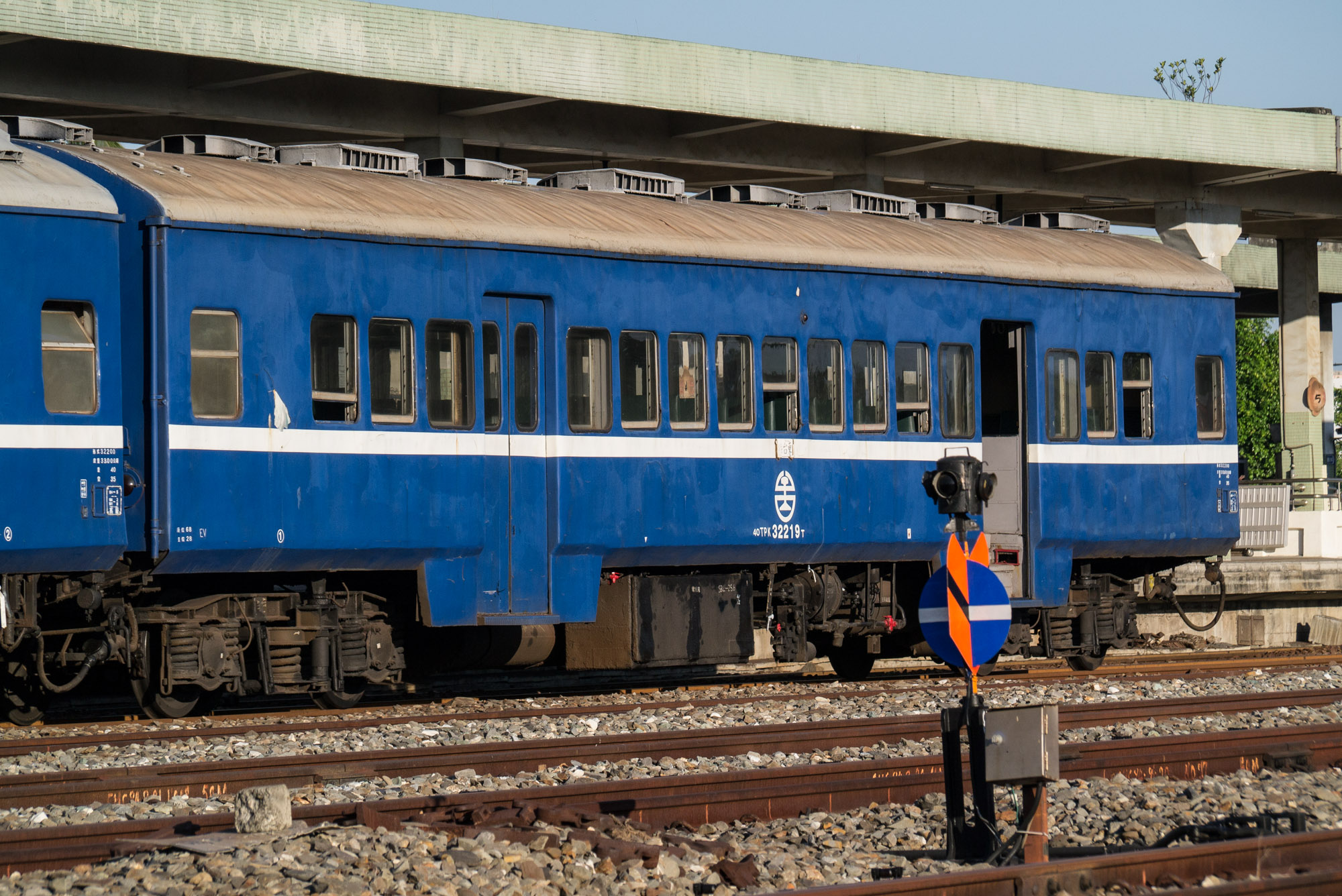
普通車車廂TPK32219T
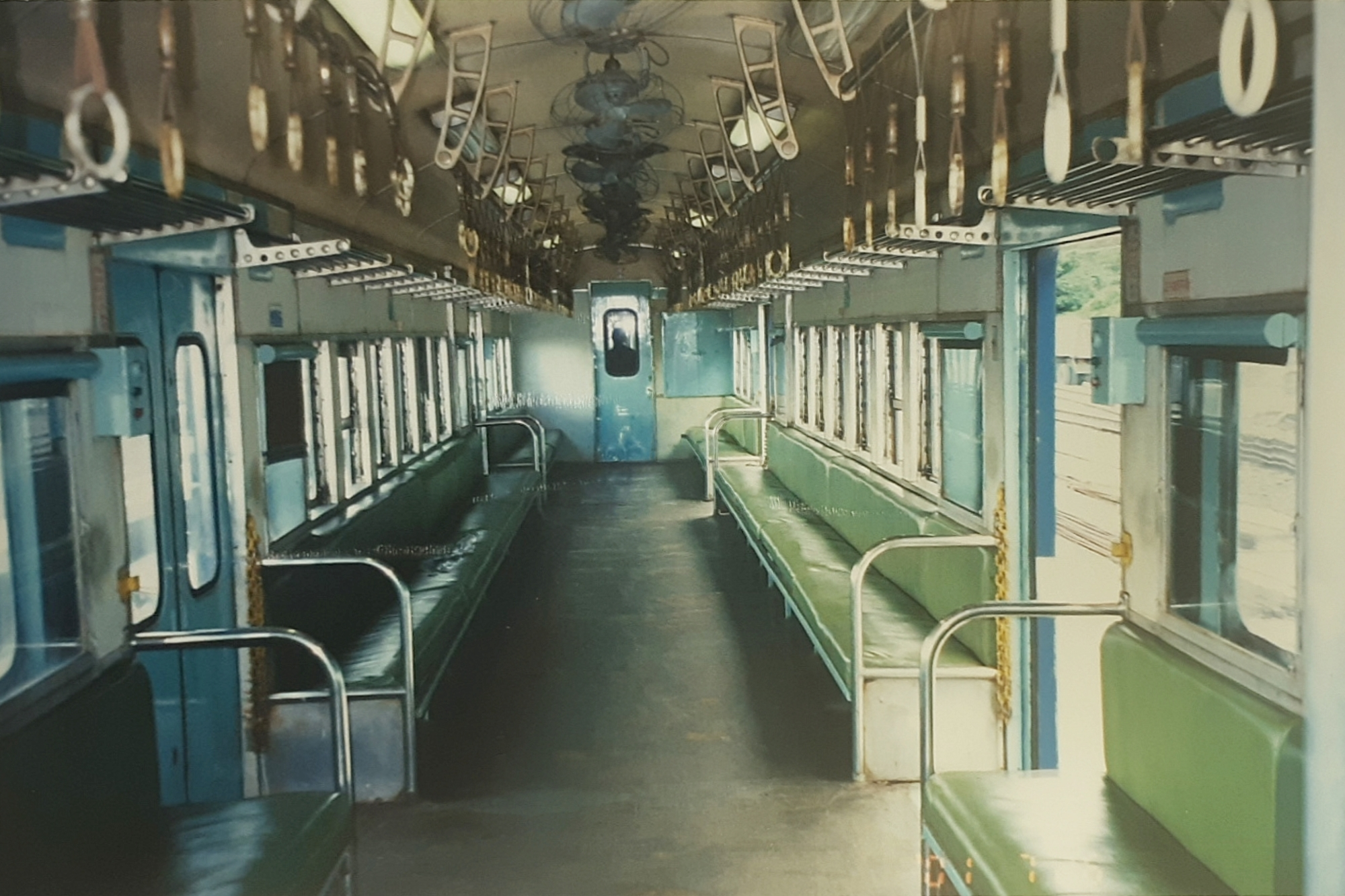
長條椅普通車客車內裝
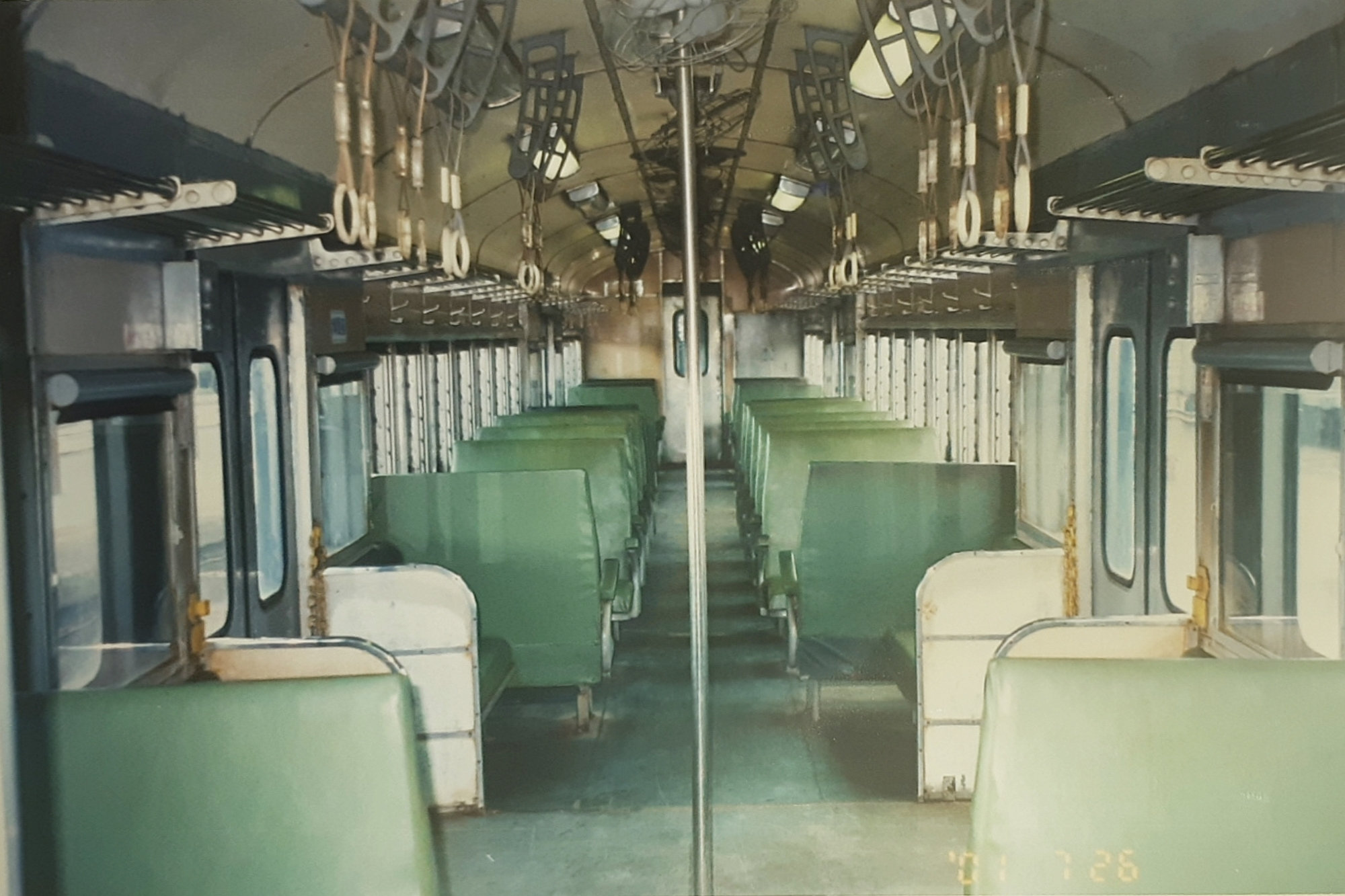
非字型座椅40TP(K)32200型普通車客車內裝
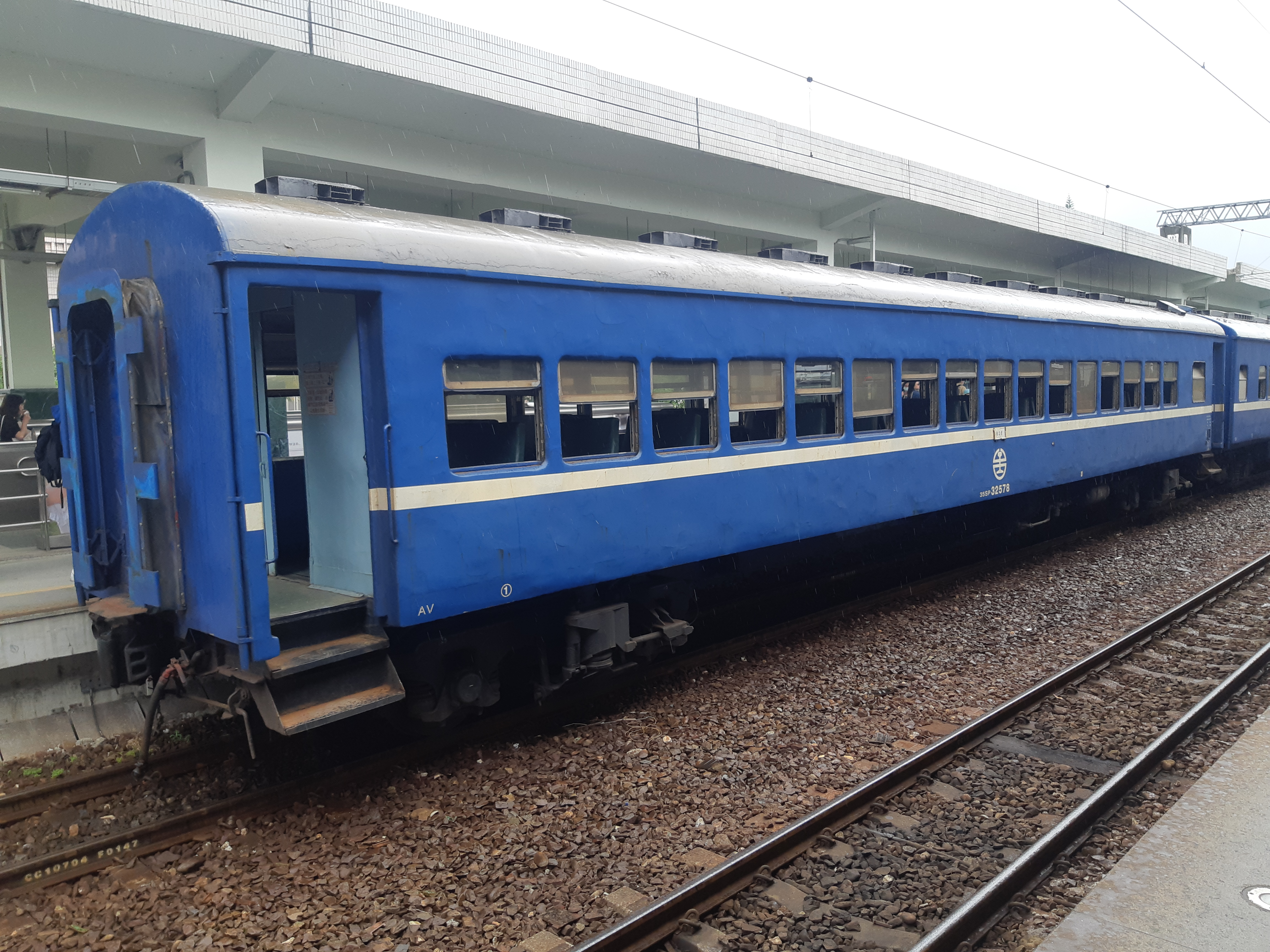
平快車車廂35SP32578號
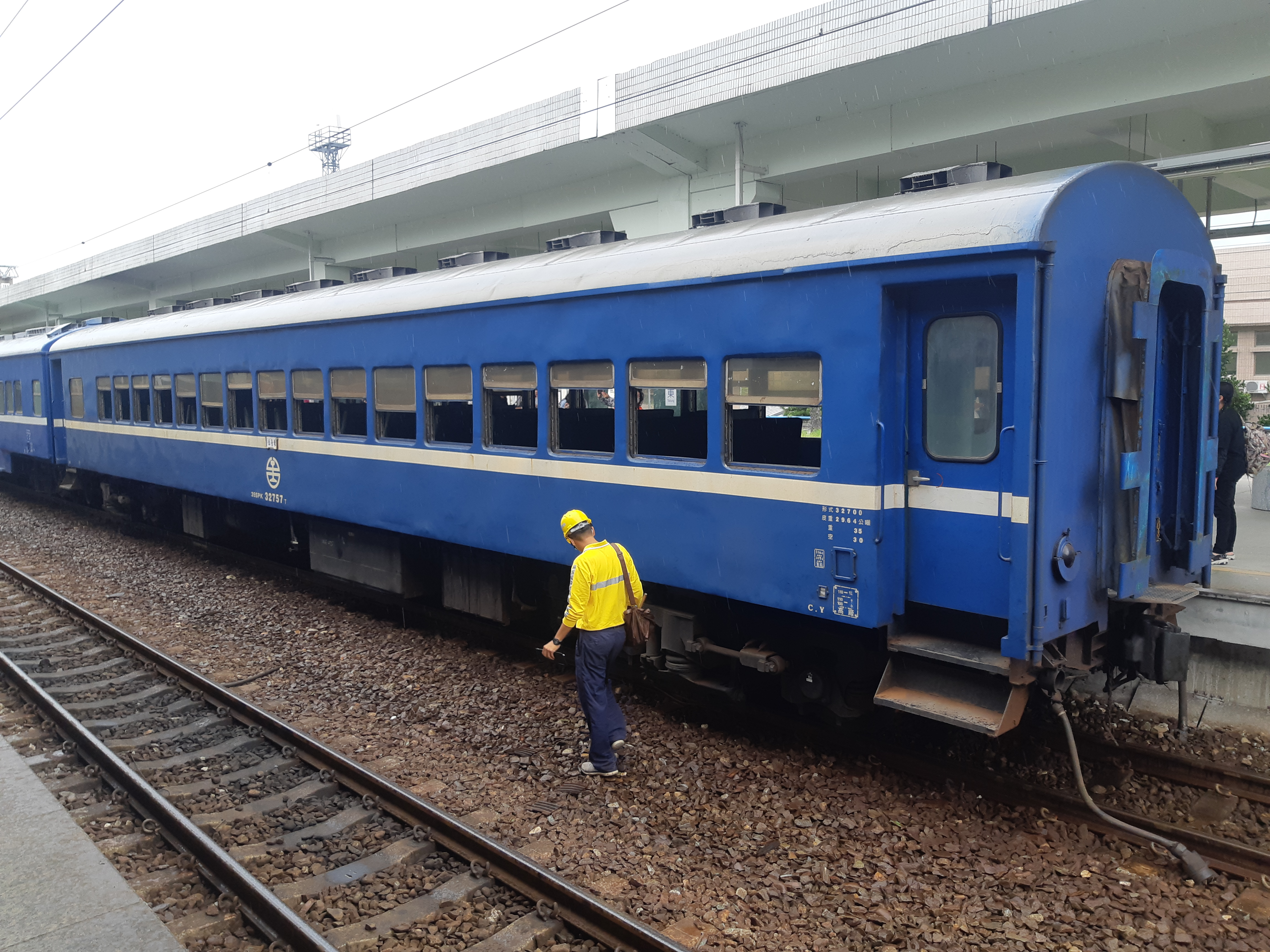
平快車車廂35SPK32757T號
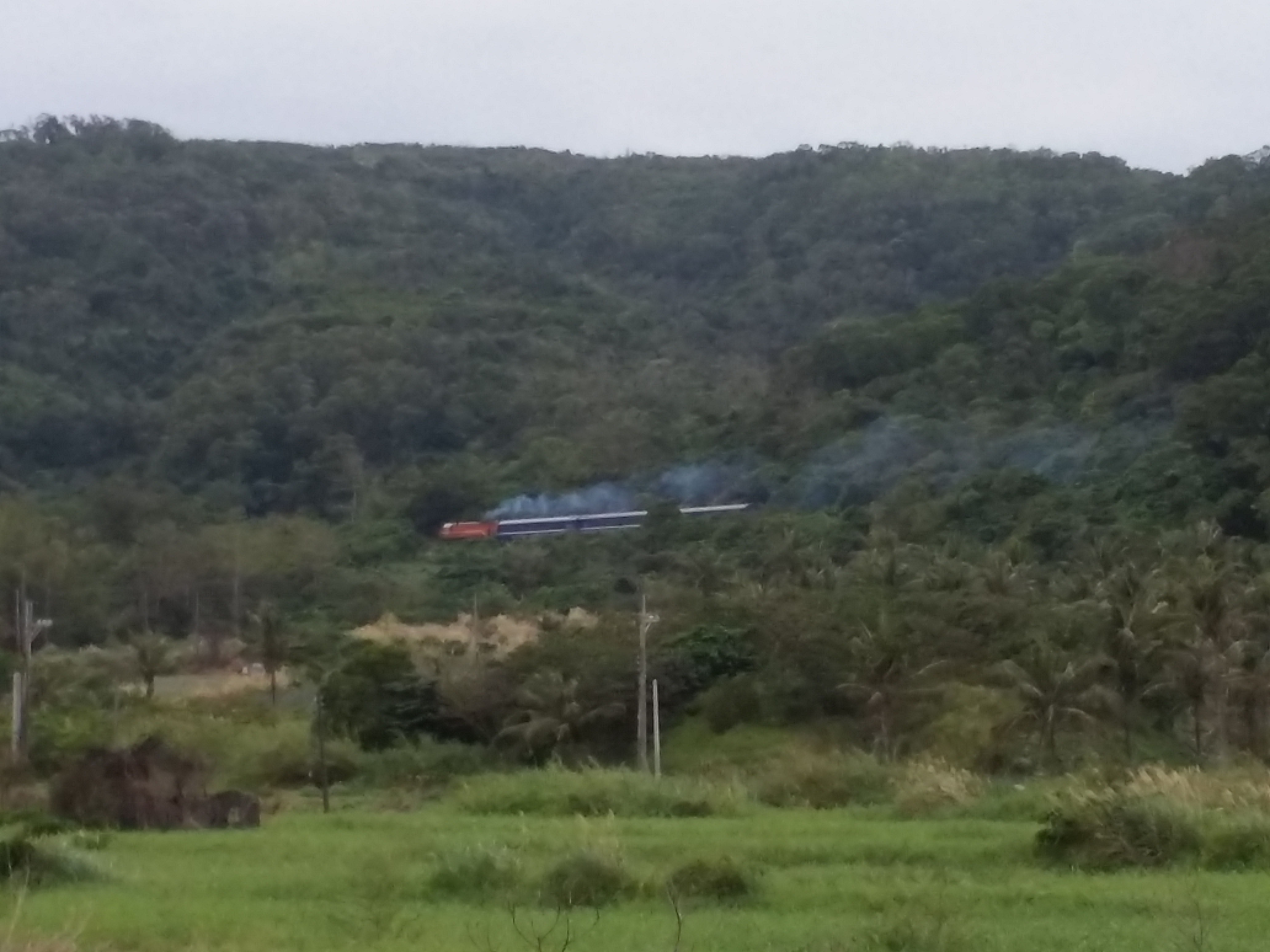
普快車行經南迴線
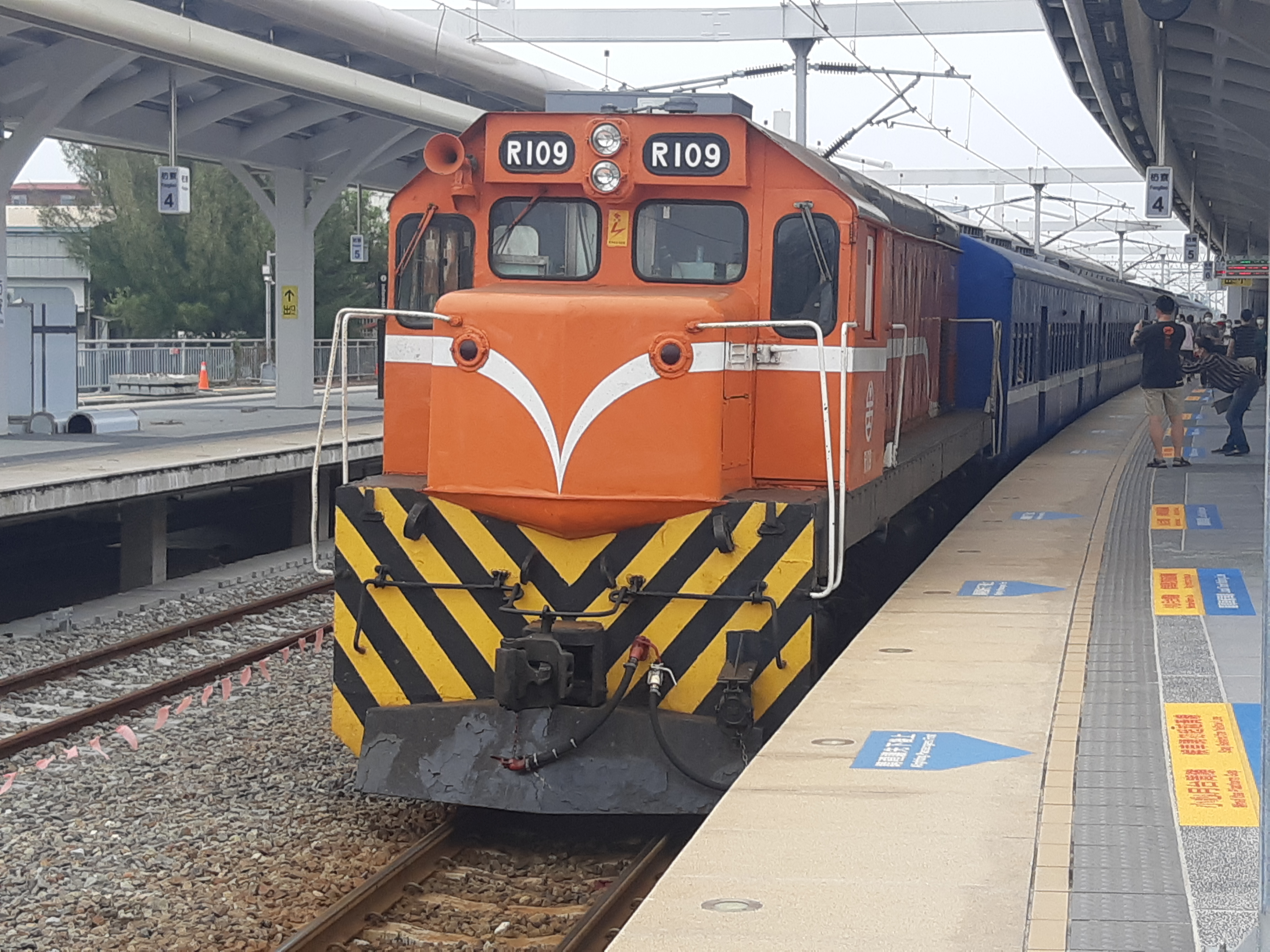
因應停駛前的搶搭潮，而由原本的3節車廂加掛至5節車廂的南迴線普快車